# Chaetopterus
Chaetopterus — рід багатощетинкових кільчастих червів родини Chaetopteridae.

## Опис
Морська поліхета, що живе в трубці. Тіло складається з численних члеників і розділене на декілька відділів. На голові знаходяться 2 довгих вусики. У передньому відділі тіла параподії (бічні виступи тіла) прості; в середньому і задньому вони двогілясті і в середньому відділі оснащені великими крилоподібними спинними придатками.

## Види
- Chaetopterus aduncus Nishi et al., 2009
- Chaetopterus capensis Stimpson, 1856
- Chaetopterus cautus Marenzeller, 1879
- Chaetopterus charlesdarwinii Nishi et al., 2009
- Chaetopterus djiboutiensis Gravier, 1906[4]
- Chaetopterus galapagensis Nishi et al., 2009
- Chaetopterus gregarius Nishi et al., 2001
- Chaetopterus izuensis Nishi, 2001
- Chaetopterus japonicus Nishi, 2001
- Chaetopterus longipes Crossland, 1904
- Chaetopterus luteus Stimpson, 1856
- Chaetopterus macropus Schmarda, 1861
- Chaetopterus pacificus Nishi, 2001
- Chaetopterus pergamentaceus Cuvier, 1830
- Chaetopterus pugaporcinus Osborn et al., 2007
- Chaetopterus qiani Sun & Qiu, 2014
- Chaetopterus takahashii Izuka, 1911
- Chaetopterus variopedatus (Renier, 1804)